# Джон Фремонт
Джон Чарльз Фремонт (англ. John Charles Frémont, 21 січня 1813 — 13 червня 1890) — американський військовик, дослідник, перший кандидат від Республіканської партії на посаду президента США, і перший кандидат в президенти від крупної партії на платформі скасування рабства. Протягом 1840-х років, газети пенні-прес дали йому прізвисько «Великий Дослідник».